# Euxoa costaobsoleta
Euxoa costaobsoleta är en fjärilsart som beskrevs av Tutt 1892. Euxoa costaobsoleta ingår i släktet Euxoa och familjen nattflyn. Inga underarter finns listade i Catalogue of Life.